# Fabrizio Calvi
Pour les articles homonymes, voir Calvi (homonymie).
Fabrizio Calvi (nom de plume de Jean-Claude Zagdoun), né le 27 mai 1954 à Alexandrie en Égypte et mort le 23 octobre 2021, à Aubonne en Suisse, est un journaliste d'investigation, écrivain et cinéaste documentariste français, spécialisé dans les affaires de criminalité organisée et les services secrets.
Il est l'auteur d'une dizaine d'ouvrages et d'une vingtaine de films, dont Série noire au Crédit lyonnais, Elf, une Afrique sous influence, L'Orchestre noir et la série FBI, diffusés par Arte.

## Biographie
En 1973, Fabrizio Calvi participe à la naissance du quotidien Libération, où il se spécialise, sous le pseudonyme de Zig Zag, dans la politique étrangère. À partir de 1976, il couvre les mouvements sociaux et les groupes terroristes en Italie.
Dès la fin des années 1970, il suit les guerres de la mafia en Sicile et assiste à la naissance du pool antimafia du tribunal de Palerme. De ses nombreux séjours en Sicile, il tire deux best-sellers, qui ont été traduits dans une dizaine de langues, La Vie quotidienne de la Mafia et L’Europe des Parrains ainsi qu’une dizaine de films documentaires, dont La Parade des Saigneurs et Familles macabres.
À partir de 1979, Fabrizio Calvi s’occupe également des grandes enquêtes pour Libération. Il signe une des premières investigations sur la « bombe atomique islamique » avec une équipe de la BBC qui réalise un film et un livre intitulés The Islamic Bomb. Il publie également des révélations sur le rôle joué par la France dans un vaste trafic d'uranium en provenance de Namibie, en violation d'une résolution de l'ONU[réf. nécessaire].
En 1981, Fabrizio Calvi publie Camarade P.38, son premier grand document chez Grasset, consacré à la dérive sanglante d’une bande de jeunes tueurs de journalistes dans le Milan des années de plomb. Ce livre, fruit de ses années milanaises, est « sans doute un de ses plus personnels ».[réf. nécessaire]. Il a été couronné, en 2009, par une mention spéciale au prix Cesco-Tomaselli, en Italie.
De 1983 à 1984, Fabrizio Calvi est rédacteur en chef chargé des grandes enquêtes et des dossiers au Matin de Paris. Il publie, entre autres, des révélations sur les trafics d’armes et de drogue dans les Balkans (enquête reprise par le quotidien la Repubblica et qui donne lieu à un documentaire sur Antenne 2).
Après son départ du Matin de Paris, Fabrizio Calvi publie deux ouvrages sur les services secrets, dont OSS la guerre secrète en France pendant la Seconde Guerre mondiale, livre basé sur la confrontation des archives déclassifiées par la CIA, des témoignages inédits d’anciens agents de l’OSS (français, anglais ou américains) et des agents secrets allemands chargés de les traquer (Abwehr).
Dès 1990, Fabrizio Calvi ajoute à son activité d'auteur de romans non fictionnels celle de réalisateur de films documentaires.

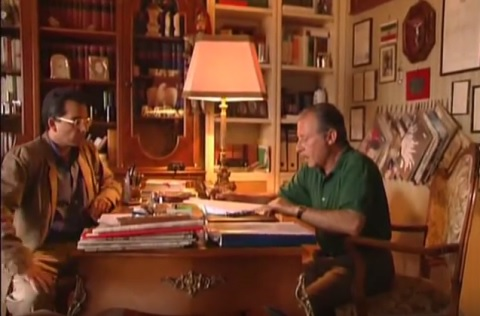
Fabrizio Calvi (à gauche) et Paolo Borsellino le 21 mai 1992, deux jours avant le massacre de Capaci.

Dans le cadre d'un projet de film sur les liens entre la mafia et le magnat de la presse italienne Silvio Berlusconi, il réalise avec Jean-Pierre Moscardo, le 21 mai 1992, un entretien avec le juge Paolo Borsellino. Le juge Falcone est assassiné par la mafia le surlendemain de cette interview et Paolo Borsellino périra à son tour seulement deux mois plus tard, le 19 juillet 1992 dans l'attentat de la via D'Amelio à Palerme. Rendue publique par l’hebdomadaire l'Espresso en 1994 à la veille de la première victoire électorale de Silvio Berlusconi, la transcription de cet entretien provoque de vives réactions en Italie. En 2000, une version pirate d'un montage rudimentaire de cet entretien est diffusée par la RAI et circule sur internet où il fait l'objet, à cette époque, de 600 000 vues). La version intégrale de ce document est diffusée en Italie en décembre 2009 sous forme de DVD par le jeune quotidien Il Fatto quotidiano.
Sa participation à neuf films sur les services secrets pendant la Seconde Guerre mondiale amène Fabrizio Calvi à travailler avec Igor Barrère et Pierre Desgraupes. Sa collaboration avec Jean-Michel Meurice donnera une dizaine de films sur la mafia, une série sur le scandale du Crédit lyonnais (Série noire au Crédit Lyonnais) et deux autres sur l’affaire Elf en collaboration avec Laurence Dequay, dont le film fort remarqué Elf, une Afrique sous influence.
Son enquête sur le terrorisme noir dans l’Europe
de la guerre froide débouche sur deux films, dont L’Orchestre noir diffusé entre autres par Arte et la RAI italienne.
Sa connaissance des archives américaines l'a amené à revisiter certaines des pages les plus sombres de la Seconde Guerre mondiale. Il a publié et coréalisé Pacte avec le diable livre et film consacrés aux services secrets américains et la Shoah. Écrit avec Marc Mazurovsky, du musée de l’holocauste de Washington, Le Festin du Reich dresse un inventaire impitoyable du pillage économique de la France par les Allemands.
De 2007 à 2010, il travaille à une vaste fresque sur le FBI. Ce travail donne lieu à un livre, paru chez Fayard fin janvier 2010, et à cinq films diffusés sur France 5[réf. nécessaire].
Un an plus tard, son enquête sur les origines des événements du 11 septembre 2001, aboutit à un livre, 11 Septembre, la Contre-enquête, paru chez Fayard, et deux films, Les Routes de la terreur, diffusés sur Arte en septembre 2011 et primés aux Étoiles de la SCAM[réf. nécessaire].
En 2012, il cosigne avec Jean-Michel Meurice une série de deux films sur la crise économique intitulée Noire Finance, diffusée sur Arte.
À partir de 2013, il collabore activement au site d'information Sept.info et à son « mook » Sept mook, édité à Fribourg. Il s'agit d'un choix délibéré, Sept.info étant l'un des rares média suisses francophones à publier de très longues enquêtes. La liberté de ton, la curiosité de son équipe, son ouverture aux nouveaux médias et aux expérimentations ont conforté ce choix. Sa première série portait sur son enquête de 1992 à propos des liens entre Berlusconi et la mafia. Parmi les autres sujets traités pour Sept.info : de longues enquêtes sur les coulisses des attaques du 11 septembre 2001, Snowden avant Snowden (trois longs formats), La Suisse Nid d'espions (onze épisodes), Le mystère Jimmy Hoffa (trois articles), FBI contre Martin Luther King, La guerre secrète du FBI contre les Hackers, La mafia contre les journalistes en Italie, Le pillage de Charlie Hebdo et La folie à Bali.
En juillet 2020, après trois ans d'enquête, Fabrizio Calvi publie aux éditions Albin Michel Un parrain à la Maison Blanche, une enquête sur les liens entre Donald Trump et le crime organisé. L'ouvrage s'appuie sur les confidences d'un infiltré du FBI à l'intérieur de la mafia, et sur les témoignages inédits d'agents du FBI qui ont tenté d'enquêter sur Donald Trump ou qui l'ont protégé. L'ouvrage a donné lieu à un film documentaire réalisé par David Carr Brown, diffusé en juillet par la chaîne allemande ARD et en septembre par France 5.
Atteint de la maladie de Charcot, il décide de mettre fin à ses jours le 23 octobre 2021, en ayant recours au suicide assisté. « Le sens de [s]on geste, admirablement expliqué par une autre victime de Charcot, l'auteur Anne Bert » est mentionné sur son compte Facebook.

## Publications
- Un Parrain à la Maison Blanche, Albin Michel, 2020.
- 11 septembre, la Contre-enquête, Fayard 2011.
- FBI : L'histoire du bureau par ses agents, (avec la collaboration de David Carr-Brown) Fayard, 2009  (ISBN 978-2213638690).
- Le festin du Reich, le pillage de la France (1940-1944), (avec Marc J Masurovsky) Fayard, 2006.
- Pacte avec le diable, les États-Unis, la Shoah et les nazis, Albin Michel, 2005.
- France - États-Unis, cinquante ans de coups tordus, (avec Frédéric Laurent), Albin Michel, 2004.
- Le repas des fauves (avec Thierry Pfister), Albin Michel, 2000.
- Série noire au Crédit Lyonnais, (avec Jean-Michel Meurice), Albin Michel, 1999.
- L’Œil de Washington (avec Thierry Pfister), Albin Michel, 1997.
- Piazza Fontana (avec Frédéric Laurent) Mondadori, Milan, 1997.
- Les Nouveaux Réseaux de la corruption (avec Leo Sisti), Albin Michel, 1995.
- L’Europe des Parrains, Grasset, 1993 RG,
- 20 ans de police politique, (avec Jacques Harstrich), Calmann-Lévy, 1991.
- OSS, la guerre secrète en France : Les services spéciaux américains, la Résistance et la Gestapo 1942-1945, Paris, Hachette, 1990.
- Intelligences secrètes annales de l’espionnage (avec Olivier Schmidt), 1988.
- La Vie Quotidienne de la mafia, Hachette, 1986.
- Camarade P 38, Grasset, 1982. (mention spéciale au prix Cesco-Tomaselli, 2009).
- Italie 77, Le Seuil, 1977.

## Filmographie
- 2012 : Noire Finance, (documentaire, 2 × 52 min), Arte
- 2011 : Les Routes de la terreur 1979-1993 : Ils étaient du côté des anges, (documentaire, 52 min), Arte. (les étoiles de la SCAM)
- 2011 : Les Routes de la terreur 1993-2001 : Le compte à rebours, (documentaire, 52 min), Arte
- 2010 : Série FBI (Copyright FBI, Un cauchemar américain, FBI contre Mafia, sur le fil du rasoir, American psycho, La Menace terroriste), coécrit avec David Carr-Brown, (documentaire, 52 min), France5
- 2007 : L'Affaire Octogone, coécrit avec Jean-Michel Meurice et Frank Garbely (documentaire), Arte
- 2005 : Pacte avec le diable, (documentaire, 52 min) coécrit avec Steeve Bauman, Canal +
- 2002 : Comment ça va la santé publique ? (documentaire, 3 × 52 min), Arte
- 2001 : La Prise du pouvoir par François Mitterrand, (documentaire, 90 min), Arte
- 2000 : ELF, les chasses au trésor, coécrit avec Jean-Michel Meurice et Laurence Dequay, (documentaire, 87 min), Arte
- 2000 : ELF, une Afrique sous influence, coécrit avec Laurence Dequay et Jean-Michel Meurice (documentaire, 2 h 16), Arte (prix de l'enquête documentaire au festival international du scoop et du journalisme d'Angers - France 2000)
- 1999 : Série noire au Crédit Lyonnais (Arnaque à Hollywood, Des trous dans le béton, Jeunes loups et grands fauves, La peur au ventre, L'heure des comptes, Sauve qui peut), coécrit avec Jean-Michel Meurice (documentaire), Arte (Lauriers de la radio et de la télévision, Club audiovisuel de Paris)
- 1998 : Terrorisme en Italie (1re partie : Piazza Fontana, l'histoire d'une machination' - 2e partie : La Stratégie de la tension), coécrit avec Jean-Michel Meurice (documentaire), Arte et RAI 2
- 1997 : Dernières nouvelles de la Mafia, coécrit avec Jean-Michel Meurice (documentaire, 40 min), Arte
- 1996 : Autopsie d'un massacre, coécrit avec Jean-Michel Meurice (documentaire, 90 min), Arte
- 1996 : La justice en Europe (documentaire)
- 1995 : Familles macabres, coécrit avec Jean-Michel Meurice (documentaire, 90 min), Arte
- 1994 : La parade des saigneurs, coécrit avec Jean-Michel Meurice (documentaire), Arte
- 1994 : Les secrets de la guerre secrète, (documentaire, 9 × 90 min), France 2 et France 3
- 1991 : L'homme qui voulait s'offrir Hollywood de Jean-Pierre Moscardo (documentaire, 52 min)
- 1988 : Portrait d'une ville : Milan (documentaire)
- 1989 : Les Dissidents des brigades rouges (documentaire).
- 1987 : L'Armée rouge, Taxi VI press (documentaire)
- 1983 : La Filière bulgare, (documentaire, 15 min)
- 1982 : Le Terrorisme, coécrit avec Michel Honorin (documentaire), TF1